# Joel Cruz Gutiérrez
Joel Simei Cruz Gutiérrez es un farmacéutico y político peruano. Es el actual alcalde del distrito de San Rafael.
Nació en el distrito de San Rafael, provincia de Ambo, departamento de Huánuco, Perú, el 24 de septiembre de 1980, hijo de Gumercindo Cruz Sullca y Sara Gutiérrez Cóndor. Cursó sus estudios primarios en su localidad natal y los secundarios en la ciudad de Huánuco. Entre 2000 y 2006 cursó estudios superiores de farmacia y bioquímica en la Universidad Nacional Mayor de San Marcos en la ciudad de Lima.
Su primera participación política fue en las elecciones regionales de 2014 cuando se presentó como candidato de Unión por el Perú a la presidencia regional de Huánuco quedando en octavo lugar. Luego, en las elecciones municipales del 2018 postuló por Solidaridad Nacional como candidato a la alcaldía del distrito de San Rafael logrando la elección con el 26.703% de los votos.